# 中泉松司
中泉 松司（なかいずみ まつじ、1979年（昭和54年）5月7日 - ）は、日本の政治家。自由民主党所属の元参議院議員（1期）。元秋田県議会議員（2期）。

## 経歴
秋田県秋田市下新城の農家に生まれる。曾祖父、祖父、父は地方議会議員を務めた。秋田県立秋田高等学校卒業。1年浪人し、中央大学商学部に進学。2003年3月、同大学卒業。同年、斉藤滋宣参議院議員の事務所に勤務。
2004年7月、斉藤は元秋田テレビアナウンサーの新人、鈴木陽悦に敗れ落選。失業し、家業の農業に従事。
大学の同窓会で、清掃会社の株式会社友愛ビルサービス社長を務める先輩に会う。「農業をやっているが行き詰まっている」旨を話すと、「トイレ掃除からでよければ、うちに来て仕事をしていいよ」と言われ、2005年1月から同社に勤務。
2007年4月、秋田県議会議員選挙に秋田市選挙区（当時の定数は13）から自由民主党公認で立候補し初当選。2011年に再選。
2013年、第23回参議院議員通常選挙において秋田県選挙区より自民党公認で初当選。
2019年の第25回参議院議員通常選挙は陸上配備型迎撃ミサイルシステム「イージス・アショア」の配備計画の是非が争点となり、野党統一候補の無所属新人、寺田静との事実上の一騎打ちとなった。危機感を強めた自民党は秋田選挙区を「激戦区」と位置付け、著名議員らを相次いで応援演説に投入した。公示日の7月4日には岸田文雄政調会長と小泉進次郎が秋田入りした。加藤勝信総務会長、山下貴司法相、三原じゅん子、甘利明選対委員長らが弁士を務めたのち、7月13日に安倍晋三首相、7月14日に菅義偉官房長官が秋田に足を運んでてこ入れした。7月21日の投開票の結果、寺田に敗れ落選した。佐竹敬久知事は7月29日、参院選後初となる定例記者会見を開き、中泉の敗因について見解を述べた。党幹部が続々と来県したことに言及し、「中央から大物が入ると反感を買う。自民党の選挙の仕方はどうなのか」と疑問を呈した。イージスアショア計画はその後停止、後に断念となる。
2023年9月、自民党秋田県連は引退を表明していた秋田2区の金田勝年衆議院議員の後継候補を決める公募を実施。県連の選考委員会は県内支部から推薦のあった中泉、福原淳嗣大館市長、佐藤信喜県議の3者と面談を行い、10月7日に福原の擁立を決めた。
2025年5月11日、7月の第27回参議院議員通常選挙に秋田県選挙区から立候補すると表明した。7月20日に投開票が行われ、落選。

## 政策・主張
- 2014年4月に予定されていた消費税の8%への引き上げについて「予定通りに引き上げるべき」と回答している[11]。
- 2019年10月に予定されている消費税の10%への引き上げについて「法律に従い、引き上げるべきだ」と回答している[12]。
- 憲法9条の改正に賛成し、自衛隊を他国同様「国防軍」とすべきと回答している[11]。
- 集団的自衛権の行使に賛成[11]。
- 日本の核武装について、将来にわたって検討するべきでない[11]。
- 総理や閣僚の靖国神社参拝は問題ない[11]。
- 村山談話を見直すべきでないと回答する一方、河野談話についてはわからないと回答[11]。
- 軽減税率の導入に反対[11]。
- 労働市場の規制緩和を進め、企業側が金銭を払えば解雇しやすくすることに賛成[11]。
- 原発は当面必要だが、将来的に廃止すべきとしている[11]。
- 選択的夫婦別姓導入への賛否について「どちらとも言えない」としている[13]。

## 人物
曽祖父の代から続く政治家一家で、父も秋田市議および秋田県議であった。東京ヤクルトスワローズの石川雅規は小学校時代からの幼馴染。
離婚歴があり子供の親権は元妻にある。離婚後に交際した女性と再婚すべく双方の親とも挨拶を交わすほどの仲であったが女性に癌が発覚し、闘病を続けるも2019年選挙直後に胆管癌で死去した。

## 所属団体・議員連盟
- 自民党たばこ議員連盟[17]
- 日本会議国会議員懇談会[18]
- 神道政治連盟国会議員懇談会[18]
- みんなで靖国神社に参拝する国会議員の会[18]
- 日本の印章制度・文化を守る議員連盟（幹事）[19]
- 日本の尊厳と国益を護る会[20]

## 選挙歴
| 当落 | 選挙                     | 執行日         | 年齢 | 選挙区       | 政党       | 得票数     | 得票率 | 定数 | 得票順位 /候補者数 | 政党内比例順位 /政党当選者数 |
| ---- | ------------------------ | -------------- | ---- | ------------ | ---------- | ---------- | ------ | ---- | ------------------ | ---------------------------- |
| 当   | 2007年秋田県議会議員選挙 | 2007年4月8日   | 27   | 秋田市選挙区 | 自由民主党 | ーー票     | ーー   | 13   | 4/18               | /                            |
| 当   | 2011年秋田県議会議員選挙 | 2011年4月10日  | 31   | 秋田市選挙区 | 自由民主党 | 1万1544票  | ーー   | 13   | 2/19               | /                            |
| 当   | 第23回参議院議員通常選挙 | 2013年07月21日 | 34   | 秋田県選挙区 | 自由民主党 | 26万846票  | 52.33% | 1    | 1/4                | /                            |
| 落   | 第25回参議院議員通常選挙 | 2019年07月21日 | 40   | 秋田県選挙区 | 自由民主党 | 22万1219票 | 46.07% | 1    | 2/3                | /                            |
| 落   | 第27回参議院議員通常選挙 | 2025年07月20日 | 46   | 秋田県選挙区 | 自由民主党 | 17万1324票 | 37.41% | 1    | 2/4                | /                            |